# Ruginești
Ruginești est une commune du județ de Vrancea en Roumanie.